# Filmes de 1946 da RKO Pictures

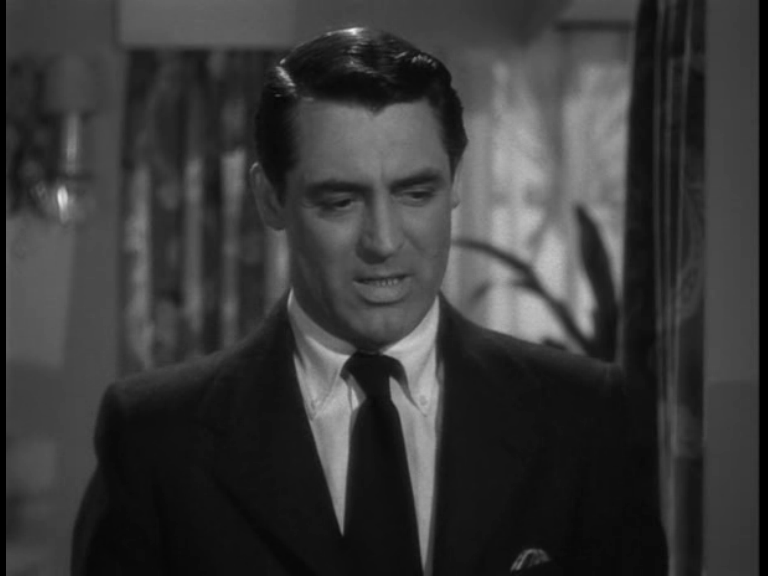
Cena de Notorious, filme que reuniu os talentos de Cary Grant, Ingrid Bergman, Alfred Hitchcock e Ben Hecht. Este suspense com ousadas cenas de amor foi um dos campeões de bilheteria da RKO no ano.

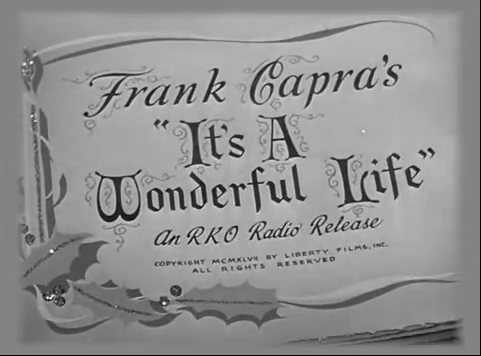
It's a Wonderful Life foi a única coprodução da RKO com a Liberty Films, de Frank Capra. Fantasia bem-humorada que se revelou incompatível com a atmosfera do pós-guerra, o filme perdeu $525,000, mas é um dos lançamentos mais duradouros do estúdio.

1946 foi o ano mais lucrativo da RKO. Foi também um ano de filmes excepcionais, como The Best Years of Our Lives, Notorious, The Spiral Staircase e It's a Wonderful Life. Infelizmente, Charles Koerner, o maior responsável por todo esse triunfo, não resistiu à leucemia contraída no final de 1945 e morreu em 2 de fevereiro. O presidente N. Peter Rathvon assumiu o controle da produção, enquanto procurava um substituto para o maior produtor executivo da história do estúdio.
Rathvon teve de haver-se com uma persistente agitação entre os trabalhadores, que causava atrasos e aumento nos custos dos filmes. Produções B agora estavam orçadas quase no dobro do que custavam antes da guerra e alguns filmes classe A chegavam a consumir até dois milhões de dólares. Por conta disso, Rathvon dispensou os filmes de terror, o que levou à saída de Val Lewton, produtor de Cat People e outros grandes complementadores de programa. Outra baixa foi William Dozier, assistente de Charles Koerner, que deixou a empresa para dedicar-se à produção independente.
Com diversos nomes famosos sob contrato, Rathvon passou a moldar jovens promessas. Barbara Bel Geddes assinou com a companhia e Robert Mitchum, Lawrence Tierney, Barbara Hale, Jane Greer e outros tiveram boas oportunidades de demonstrar seus talentos.
A RKO lançou 34 filmes em 1946. Os que arredacaram mais dinheiro foram Notorious, The Spiral Staircase, Badman's Territory, Till the End of Time e Cornered. The Best Years of Our Lives, uma produção de Samuel Goldwyn, dominou a cerimônia do Oscar com oito indicações e sete prêmios, entre eles Melhor Filme, Melhor Diretor e Melhor Ator (Fredric March).
Na temporada mais generosa de sua existência, a RKO teve um lucro líquido de $12.187.804.

## Prêmios Oscar
Relativos à décima-nona cerimônia, e filmes exibidos em Los Angeles no ano de 1946.
| Filme                       | Indicações | Premiações |
| --------------------------- | --- | --- |
| The Best Years of Our Lives | Melhor Filme Melhor Diretor Melhor Ator (Fredric March) Melhor Ator Coadjuvante (Harold Russell) Melhor Roteiro Adaptado Melhor Edição Melhor Trilha Sonora Melhor Mixagem de Som | Melhor Filme Melhor Diretor Melhor Ator (Fredric March) Melhor Ator Coadjuvante (Harold Russell) Melhor Roteiro Adaptado Melhor Edição Melhor Trilha Sonora |
| It's a Wonderful Life       | Melhor Filme Melhor Diretor Melhor Ator (James Stewart) Melhor Edição Melhor Mixagem de Som                                                                                       | --- |
| Notorious                   | Melhor Ator Coadjuvante (Claude Rains) Melhor Roteiro Original | --- |
| Sister Kenny                | Melhor Atriz (Rosalind Russell) | --- |
| The Spiral Staircase        | Melhor Atriz Coadjuvante (Ethel Barrymore) | --- |

### Prêmios Especiais ou Técnicos
- Harold Russell, por seu papel em The Best Years of Our Lives: Oscar Especial "por levar esperança e coragem a outros veteranos de guerra".[3] (Russell perdeu ambas as mãos na Segunda Guerra e recebeu próteses com ganchos. Além deste, que foi o primeiro de seus três únicos filmes, ele fez uns poucos trabalhos na televisão).

## Outras premiações
- The Best Years of Our Lives fez parte da relação dos Dez Melhores Filmes do Ano, divulgada pelo National Board of Review, que também premiou William Wyler como Melhor Diretor. Foi ainda escolhido o Melhor Filme (e Wyler o Melhor Diretor) pelo New York Film Critics Circle Awards e recebeu o Golden Globe de Melhor Filme, na Categoria Drama.

## Os filmes do ano
| Título original              | Título PT/BR                     | Título PT/PT                      | Astros                            | Diretor                                   |
| ---------------------------- | -------------------------------- | --------------------------------- | --------------------------------- | ----------------------------------------- |
| Badman's Territory           | Terra dos Homens Maus            | Terra de Malvados                 | Randolph Scott, Ann Richards      | Tim Whelan                                |
| The Bamboo Blonde            | Garota do Barulho                |                                   | Frances Langford, Ralph Edwards   | Anthony Mann                              |
| Bedlam                       | Asilo Sinistro                   | A Casa Sinistra                   | Boris Karloff, Anna Lee           | Mark Robson                               |
| The Best Years of Our Lives  | Os Melhores Anos de Nossas Vidas | Os Melhores Anos das Nossas Vidas | Fredric March, Myrna Loy          | William Wyler                             |
| Child of Divorce             | Filhos do Divórcio               |                                   | Sharyn Moffett, Regis Toomey      | Richard Fleischer                         |
| Cornered                     | Acossado                         | Beco sem Saída                    | Dick Powell, Walter Slezak        | Edward Dmytryk                            |
| Crack-Up                     | Museu de Horrores                |                                   | Pat O'Brien, Claire Trevor        | Irving reis                               |
| Criminal Court               | Absolvida                        | Entre Dois Fogos                  | Tom Conway, Martha O'Driscoll     | Robert Wise                               |
| Deadline at Dawn             | Morte ao Amanhecer               | Um de Nós É Criminoso             | Susan Hayward, Paul Lukas         | Harold Clurman                            |
| Dick Tracy                   | Dick Tracy, O Audacioso          | A Senda Misteriosa                | Morgan Conway, Anne Jeffreys      | William Berke                             |
| Ding Dong Williams           |                                  |                                   | Glen Vernon, Marcy McGuire        | William Berke                             |
| The Falcon's Alibi           | O Álibi do Falcão                | O Roubo das Pérolas               | Tom Conway, Rita Corday           | Ray McCarey                               |
| From This Day Forward        | Esse Encanto Irresistível        | Esposa e Camarada                 | Joan Fontaine, Mark Stevens       | John Berry                                |
| Genius at Work               | Gênios Processados               | O Crime da Semana                 | Wally Brown, Alan Carney          | Leslie Goodwins                           |
| Great Day                    |                                  |                                   | Eric Portman, Flora Robson        | Lance Comfort                             |
| Heartbeat                    | Ao Bater do Coração              | Um Coração em Perigo              | Ginger Rogers, Jean-Pierre Aumont | Sam Wood                                  |
| Hotel Reserve                |                                  |                                   | James Mason, Lucie Mannheim       | Lance Comfort, Max Greene, Victor Hanbury |
| It's a Wonderful Life        | A Felicidade Não Se Compra       | Do Céu Caiu Uma Estrela           | James Stewart, Donna Reed         | Frank Capra                               |
| The Kid from Brooklyn        | O Tigre Domesticado              | O Príncipe da Paródia             | Danny Kaye, Virginia Mayo         | Norman Z. McLeod                          |
| Lady Luck                    | A Dama da Sorte                  | A Última Jogada                   | Robert Young, Barbara Hale        | Edwin L. Marin                            |
| Make Mine Music              | Música, Maestro!                 | Música, Maestro!                  | Animação                          | Robert Cormack et alli                    |
| Notorious                    | Interlúdio                       | Difamação                         | Cary Grant, Ingrid Bergman        | Alfred Hitchcock                          |
| Partners in Time             |                                  |                                   | Chester Lauck, Norris Goff        | William Nigh                              |
| Riverboat Rhythm             |                                  |                                   | Leon Errol, Glen Vernon           | Leslie Goodwins                           |
| Sister Kenny                 | Sacrifício de Uma Vida           | Sublime Abnegação                 | Rosalind Russell, Alexander Knox  | Dudley Nichols                            |
| The Spiral Staircase         | Silêncio nas Trevas              | A Escada de Caracol               | Dorothy McGuire, George Brent     | Robert Siodmak                            |
| Step by Step                 | Rastro Criminoso                 | Passo a Passo                     | Lawrence Tierney, Anne Jeffreys   | Phil Rosen                                |
| The Stranger                 | O Estranho                       | O Estrangeiro                     | Edward G. Robinson, Loretta Young | Orson Welles                              |
| Sunset Pass                  |                                  |                                   | James Warren, Nan Leslie          | William Berke                             |
| Tarzan and the Leopard Woman | Tarzan e a Mulher Leopardo       | Tarzan e a Mulher Leopardo        | Johnny Weissmuller, Brenda Joyce  | Kurt Neumann                              |
| Till the End of Time         | Noite na Alma                    | O Direito à Vida                  | Dorothy McGuire, Guy Madison      | Edward Dmytryk                            |
| Tomorrow Is Forever          | O Amanhã É Eterno                | Amanhã Viveremos                  | Claudette Colbert, Orson Welles   | Irving Pichel                             |
| The Truth About Murder       |                                  |                                   | Bonita Granville, Morgan Conway   | Lew Landers                               |
| Without Reservations         | Romance e Fantasia               | A Viajante Clandestina            | Claudette Colbert, John Wayne     | Mervyn LeRoy                              |